# Norwegian Masters
De Norwegian Masters was een jaarlijks golftoernooi voor vrouwen in Noorwegen, dat deel uitmaakte van de Ladies European Tour. Het toernooi werd opgericht in 2002 en vond plaats op verschillende golfbanen in Noorwegen. Het toernooi werd ook georganiseerd onder de naam SAS Masters.

## Winnaressen
| Jaar                 | Golfbaan              | Stad                 | Winnares             | Score                | Score                | Info                              |
| P4 Norwegian Masters | P4 Norwegian Masters  | P4 Norwegian Masters | P4 Norwegian Masters | P4 Norwegian Masters | P4 Norwegian Masters | P4 Norwegian Masters              |
| -------------------- | --------------------- | -------------------- | -------------------- | -------------------- | -------------------- | --------------------------------- |
| 2002                 | Oslo Golfklubb        | Oslo                 | Laura Davies po      | 283                  | –5                   | Won de play-off van Ana Larraneta |
| 2003                 | Geen toernooi         | Geen toernooi        | Geen toernooi        | Geen toernooi        | Geen toernooi        | Geen toernooi                     |
| 2004                 | Geen toernooi         | Geen toernooi        | Geen toernooi        | Geen toernooi        | Geen toernooi        | Geen toernooi                     |
| 2005                 | Geen toernooi         | Geen toernooi        | Geen toernooi        | Geen toernooi        | Geen toernooi        | Geen toernooi                     |
| SAS Masters          |                       |                      |                      |                      |                      |                                   |
| 2006                 | Oslo Golfklubb        | Oslo                 | Laura Davies         | 205                  | –11                  | [ 2 ]                             |
| 2007                 | Losby Golfklubb       | Finstadjordet        | Suzann Pettersen     | 204                  | –12                  | [ 3 ]                             |
| 2008                 | Haga Golfklubb        | Bekkestua            | Gwladys Nocera       | 203                  | –13                  | [ 4 ]                             |
| SAS Ladies Masters   |                       |                      |                      |                      |                      |                                   |
| 2009                 | Fritzøe Gård Golfbane | Larvik               | Diana Luna           | 207                  | –12                  | [ 5 ]                             |